# Кришталеве яйце
«Кришталеве яйце» (англ. The Crystal Egg) — фантастичне оповідання англійського письменника Герберта Велза. Видане у 1897 році.

## Сюжет
До антикварної крамниці старого містера Кейва якось заходить пастор з наміром купити кришталеве яйце. Власник крамниці хоче за нього п'ять фунтів і пастор починає з ним безуспішний торг. Врешті Кейв відмовляється продавати яйце, кажучи, що його вже обіцяв купити інший чоловік.
Коли Кейв відбуває доставити товари, його дружина замислює продати яйце, та воно зникає. Кейв свариться з нею та дітьми, кажучи, що вони сховали дорогоцінність аби потай продати без його відома. Насправді він показував яйце містеру Джейкобу Вейсу, любителю дивововиж, позаяк бачив у кришталі моторошні видіння.
Кейв розповідає Джейкобу як придбав яйце на аукціоні. Згодом він виявив, що під світлом яйце дивним чином світиться саме і в ньому можна побачити краєвиди невідомих червоних земель з небаченими рослинами, тваринами і спорудами. Кейв став користуватися видіннями, щоб відволікатися від сварок в родині. З часом він розгледів, що подібні кришталеві яйця встановлені на дванадцяти вежах і в них час від часу заглядають комахоподібні істоти.
Вейс з описів Кейва робить висновок, що яйце якимось чином дозволяє бачити планету Марс, а марсіани так само можуть спостерігати за Землею. Він кілька разів бере артефакт і намагається подати марсіанам знаки для привернення уваги, але безуспішно.
Одного дня Вейс прибуває вкотре взяти яйце, але дізнається, що Кейв помер. Його було знайдено з кришталевим яйцем у руках, яке вже продано. Вейс марно розшукує кришталевий виріб і навіть звертається в наукові журнали.
Оповідач, що начебто почув цю історію від Вейса, припускає, що яйце було закинуто на Землю з Марса в доісторичні часи і, ймовірно, десь у світі все ще є інші, з яких марсіани спостерігають за людьми.